# 佐藤弓生
佐藤 弓生（さとう ゆみお、女性、1964年2月15日 - ）は、日本の歌人、翻訳家。

## 人物・来歴
石川県金沢市生まれ。関西学院大学社会学部卒業。夫は作家・評論家の高原英理。井辻朱美の影響により作歌を始め、1998年より歌誌「かばん」所属。
2001年、作品「眼鏡屋は夕ぐれのため」50首で第47回角川短歌賞受賞。幻想的な作風が特徴。

## 著書

### 詩集
- 第1詩集『月的現象』（沖積舎） 1990
- 第2詩集『新集・月的現象』（沖積舎） 1991
- 第3詩集『アクリリックサマー』（沖積舎） 2001

### 歌集
- 第1歌集『世界が海におおわれるまで』（沖積舎） 2001
  - 新装版 『世界が海におおわれるまで』（書肆侃侃房、現代短歌クラシックス04） 2020
- 第2歌集『眼鏡屋は夕ぐれのため』（角川書店、21世紀歌人シリーズ） 2006
- 第3歌集『薄い街』（沖積舎） 2010
- 『うたう百物語 Strange Short Songs』（メディアファクトリー、幽ブックス） 2012
- 第4歌集『モーヴ色のあめふる』（書肆侃侃房、現代歌人シリーズ4） 2015

### 共編著
- 『怪談短歌入門 怖いお話、歌いましょ』（東直子,石川美南共著、メディアファクトリー） 2013
- 『子ども歌人になる! 短歌はこうつくる』（木谷紗知子,工藤順一共著、合同出版） 2014
- 『短歌タイムカプセル』（東直子,千葉聡共編著、書肆侃侃房） 2018

## 翻訳
- 『英国風の殺人』（シリル・ヘアー、国書刊行会、世界探偵小説全集） 1995
- 『地下室の殺人』（アントニイ・バークリー、国書刊行会、世界探偵小説全集） 1998